# Campeonato Mundial de Balonismo

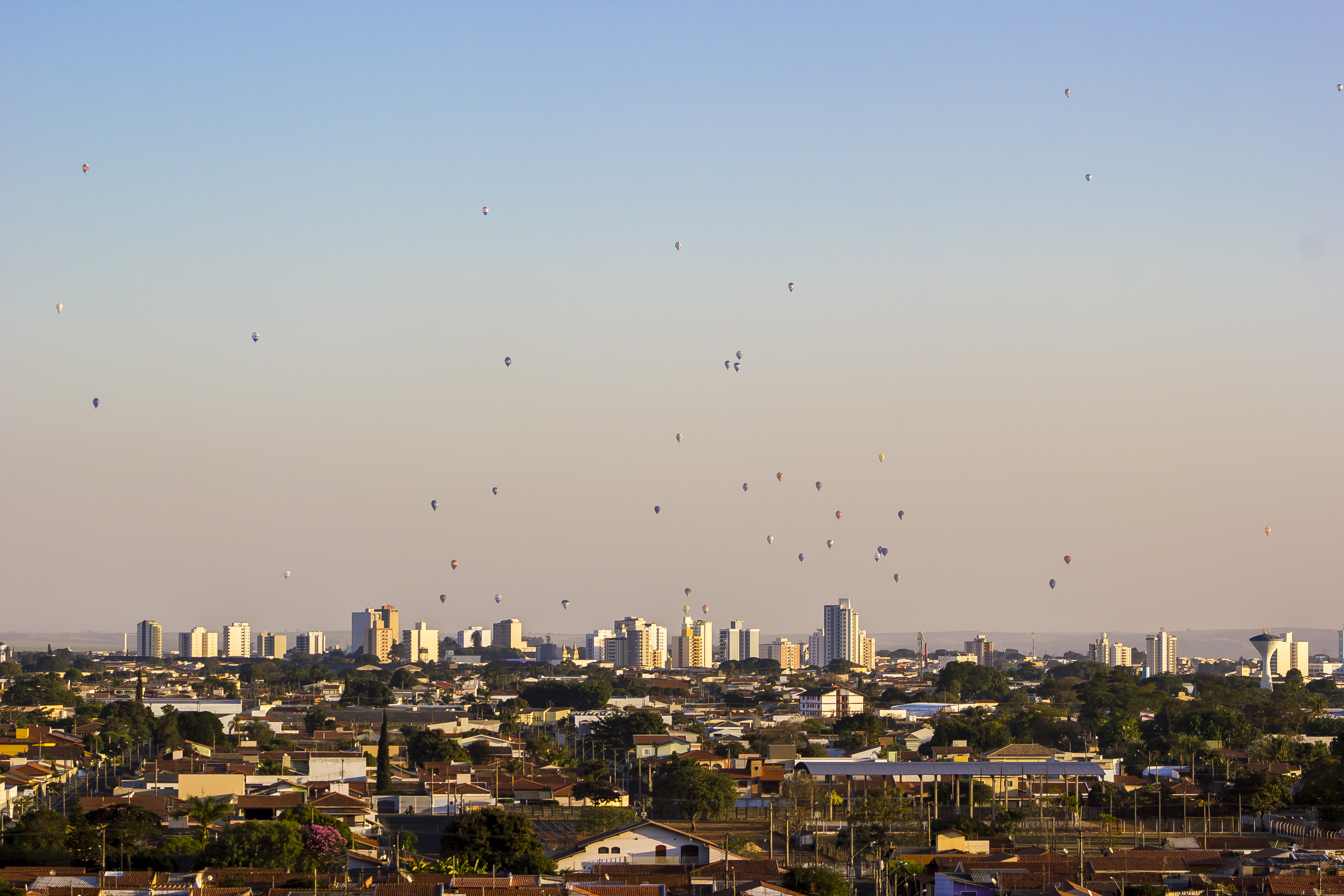
Rio Claro, no Brasil, durante o Campeonato Mundial de Balonismo de 2014.

O Campeonato Mundial de Balonismo é o evento máximo deste esporte em todo mundo. O primeiro campeonato foi disputado em  1973, 
O 1º balonista do Brasil a participar de um mundial, foi Bruno Schwartz, no 4º campeonato realizado na cidade de Uppsala na Suécia em 1979.
Em 1989, pela primeira vez um balão fabricado no Brasil participou de um Campeonato Mundial, realizado em Saga no Japão. Participaram pelo Brasil, Salvator Haim que ficou em 40º lugar e mais Bruno Schwarz e Rubens Kalousdian.
Em 1993, o representante brasileiro Sacha Haim com apenas 19 anos de idade, ficou em 48º lugar competindo contra 102 participantes de vários países. Posteriormente também participou na Áustria e na Austrália.
O Brasil já obteve boas participações em outras edições, especialmente em 2002 .
O Mundial de 2014 no Brasil, que seria realizado na cidade de São Carlos, foi transferido para a cidade de Rio Claro. O Campeonato Mundial de Rio Claro teve como campeã a equipe do Japão comandada pelo jovem piloto Yudai Fujita, com o brasileiro Anselmo Cornea fazendo parte dessa equipe..

## Campeonatos
- 1º 1973 foi nos Estados Unidos em Albuquerque[3]
- 2º 1975 foi nos Estados Unidos em Albuquerque[4]
- 3º 1977 foi na Grã-Bretanha em York
- 4º 1979 foi na Suécia em Uppsala
- 5º 1981 foi nos Estados Unidos em Battle Creek[5]
- 6º 1983 foi na França em Nantes
- 7º 1985 foi nos Estados Unidos em Battle Creek
- 8º 1987 foi na Áustria em Schielleiten
- 9º 1989 foi no Japão em Saga
- 10º 1991 foi no Canadá em St.Jean-sur-Richelieu
- 11º 1993 foi em Luxemburgo em La Rochette
- 12º 1995 foi nos Estados Unidos em Battle Creek
- 13º 1997 foi no Japão em Saga
- 14º 1999 foi na Áustria em Bad Waltersdorf
- 15º 2002 foi na França em Chatelleraut
- 16º 2004 foi na Austrália em Mildura
- 17º 2006 foi no Japão em Tochigi
- 18º 2008 foi na Austria em Hofkirchen
- 19º 2010 foi na Hungria em Debrecen
- 20º 2012 foi nos Estados Unidos em Battle Creek[6]
- 21º 2014 foi no Brasil em Rio Claro - de 17 e 27 de julho[7]
- 22º 2016 foi no Japão em Saga - de 30 de outubro a 7 de novembro
- 23º 2018 foi na Áustria em Gross-Siegharts - de 18 a 25 de agosto
- 24º 2022 foi na Eslovênia em Murska Sobota - de 20 a 26 de setembro[8]